# Xenoglossa strenua
Xenoglossa strenua es una especie de abeja Eucerini en la familia Apidae. Se encuentra en América Central y América del Norte.
La hembra mide de 14 a 18 mm y el macho de 14 a 15.5 mm. Son especialistas en polen de Cucurbita; son activos en junio, julio y agosto.